# Stefán Karl Stefánsson
Stefán Karl Stefánsson (* 10. Juli 1975 in Hafnarfjörður; † 21. August 2018) war ein isländischer Schauspieler. Er wurde international durch seine Rolle des Freddie Faulig (im Original „Robbie Rotten“/„Glanni Glæpur“) in der isländischen Kinderfernsehserie LazyTown bekannt.

## Leben und Karriere
Stefán Karl Stefánsson interessierte sich bereits in frühen Jahren für das Theater. Mit dreizehn Jahren inszenierte er sein erstes Laienspiel. Nach der Schule begann er als Puppenspieler beim Fernsehen zu arbeiten. 1999 schloss er ein Studium an der isländischen Schauspielschule ab. Im Gegensatz zur Schulleitung hegte er Sympathien zur Commedia dell’arte und zu körperlicher Clownerie. Er fand eine Anstellung beim Isländischen Nationaltheater, wo er in Aufführungen wie Der kleine Horrorladen oder Cyrano de Bergerac mitspielte. Die Aufführung der Tragikomödie Stones in His Pockets wurde mit 180 Aufführungen die erfolgreichste Inszenierung Islands.
Gemeinsam mit Magnús Scheving spielte er im erfolgreichen Musical LazyTown, in der er den Bösewicht Robbie Rotten (in der deutschen Übersetzung: Freddie Faulig) verkörperte. Scheving konnte Nickelodeon dazu bewegen, das Musical als Fernsehserie zu adaptieren. Stefán Karl, der bis dahin kein Wort Englisch sprach, engagierte einen Sprachlehrer und 2004 erschien die erste Staffel von LazyTown, die ein großer Erfolg wurde.
Später gab Stefán Karl für mehrere Jahre den Grinch in einem Tourneetheater in Nordamerika.
Im Oktober 2016 wurde bei ihm ein Gallengangskarzinom diagnostiziert, an dessen Folgen er am 21. August 2018 starb.
Stefán Karl war mit der Schauspielkollegin Steinunn Ólína Þorsteinsdóttir verheiratet; das Paar hat drei Töchter und einen Sohn.

## Internetphänomen
Stefán Karls in LazyTown gesungenes Lied "Wir sind Nummer Eins" (We Are Number One), das in der 77. Episode der Serie am 3. Oktober 2014 erstveröffentlicht worden war, wurde zu einem Internet-Meme der Serie unter dem Titel We are Number One but…, in dem das Lied aufgegriffen und bearbeitet wird.

## Ehrung
- 2018: Verleihung des Falkenordens durch den isländischen Präsidenten Guðni Th. Jóhannesson[5]

## Filmografie (Auswahl)
- 2001: Charlie – Alle Hunde kommen in den Himmel (isländischer synchronisation)[6]
- 2001: Regína
- 2002: Stella for Office
- 2002: Lost Little Caterpillar
- 2002: New Year’s Eve’s Ridicule (Fernsehen)
- 2004–2007; 2013–2014: LazyTown (Fernsehserie, 62 Folgen)
- 2006: Nachts im Museum (Night at the Museum, Stimme)
- 2007: Anna and the Moods (Kurzfilm)
- 2009: Jóhannes
- 2011: Thor (Stimme)